# Fjärilskniv

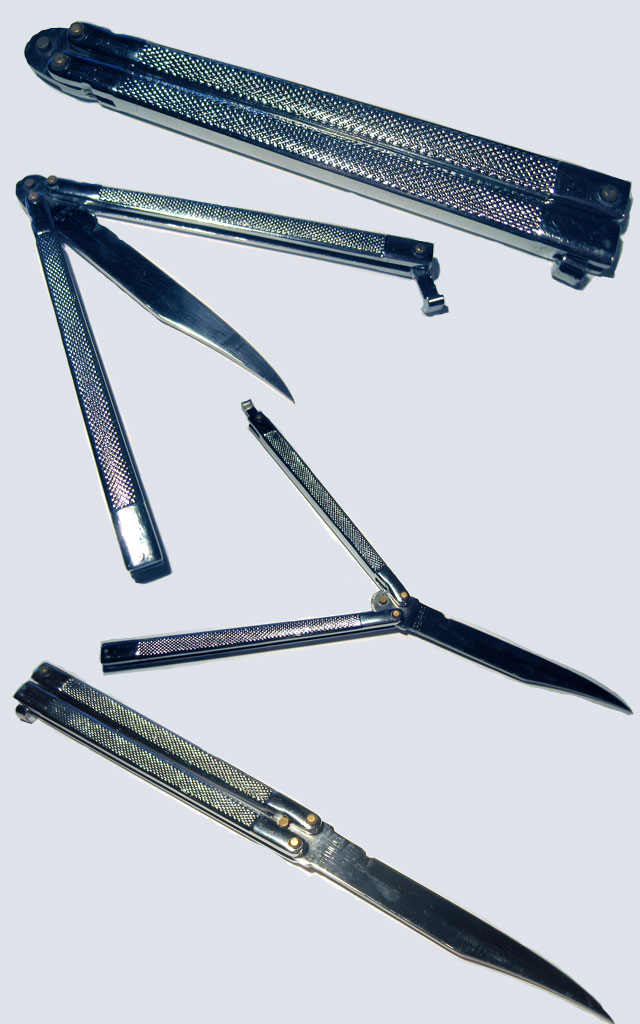
fjärilskniv

Fjärilskniv (av engelska: butterfly knife), även balisong eller batangas, är en fällkniv där handtaget är delat på längden och hopfälls åt vardera håll runt knivens tånge för att öppna och stänga knivbladet. Av detta är kniven populär att göra trick med, genom att greppa ett av de två handtagen och svinga kniven så knivblad och resterande handtag låts flyga utåt av centrifugalkraften, varav användaren kan leda rotationen så kniven öppnas och stängs i snygga rörelser och mönster, antingen runt sin tånge eller ett av användarens fingrar, etc. Av samma anledning anses kniven farlig eftersom öppning i fel riktning kan stänga knivbladet med eggen mot användarens finger.

## Ursprung och etymologi
Varifrån kniven kommer är omdiskuterat, både Frankrike och Filippinerna nämns som ursprungsland. Kniven är först dokumenterad år 1710 i den franska boken Le Perrét, där den sägs ha utvecklats i slutet av 1500-talet.
Ordet balisong kommer från tagalog och betyder kluvet eller vikt horn eftersom handtagen på de första filippinska knivarna gjordes av buffelhorn. Batangas är döpt efter den Filippinska provinsen Batangas och avser egentligen en variant av balisong. Fjärilskniv är ursprungligen en översättning av engelska: butterfly knife och refererar till hur det delade handtaget påminner om fjärilsvingar när kniven öppnas och stängs.

## Förbud i Sverige
Dessa knivmodeller (i likhet med alla knivar som kan användas som vapen och inte används i yrkesverksamhet eller liknande) är förbjudna att bäras på allmän plats enligt knivlagen.